# Sprint (Rakete)
Sprint war die Bezeichnung einer atomar bewaffneten US-amerikanischen ABM-Rakete. Sie wurde von Martin Marietta entwickelt und produziert. Im Rahmen der Programme Sentinel und Safeguard sollte diese Rakete vorrangig den für die Abwehr auf große Distanzen vorgesehenen Typ LIM-49 Spartan für kurze Reichweiten ergänzen.
Die Rakete gelangte 1972 zur Einsatzreife und wurde 1975 offiziell in Dienst gestellt, wurde aber 1976 mit dem Ende des Safeguard-Programms bereits wieder außer Dienst gestellt.

## Einsatzart und Konzept
Aufgabe der Sprint war die Verteidigung gegen Angriffe mit ballistischen Raketen, vorrangig gegen solche mit nuklearen Sprengköpfen. Hierzu sollten jeweils die Wiedereintrittskörper mit der Sprengladung von Raketen abgefangen und zerstört werden.
Im Kalten Krieg projektierten die USA zunächst mit dem Sentinel genannten Programm eine Flächenverteidigung von militärischen Einrichtungen und Ballungszentren. Geplant war, anfliegende Raketen und Sprengköpfe zunächst mit dem langreichweitigen Perimeter Acquisition Radar (PAR, Typ AN/FPQ-16 PARCS) zu orten und bereits außerhalb der Erdatmosphäre mit der Spartan-Rakete zu bekämpfen. Hierbei sollten die Raketen dann vom separaten Missile Site Radar (MSR) geleitet werden. Den Sprint-Raketen kam dann die Aufgabe zu, jene Sprengköpfe zu bekämpfen, die mit der Spartan nicht zerstört wurden und bereits in die Erdatmosphäre eingetreten waren. Diese Aufgabenteilung blieb auch für das nunmehr zur Punktverteidigung verkleinerte Safeguard-Programm erhalten.
Da für diese Aufgabe nur ein sehr kleines Zeitfenster bleibt, war eine sehr schnell beschleunigende Rakete erforderlich, die mit einer hohen Geschwindigkeit einen Abfangkurs zum Wiedereintrittskörper einschlagen konnte. Der Sprengkopf des Ziels sollte dann selber durch die nukleare Sprengladung der Sprint-Rakete zerstört werden. Anders als bei der Spartan-Rakete reichte hierbei eine vergleichsweise geringe Sprengkraft aus, da innerhalb der Erdatmosphäre ein Medium vorliegt, in dem sich die Detonationswelle der Explosion ausbreiten kann.

## Technik

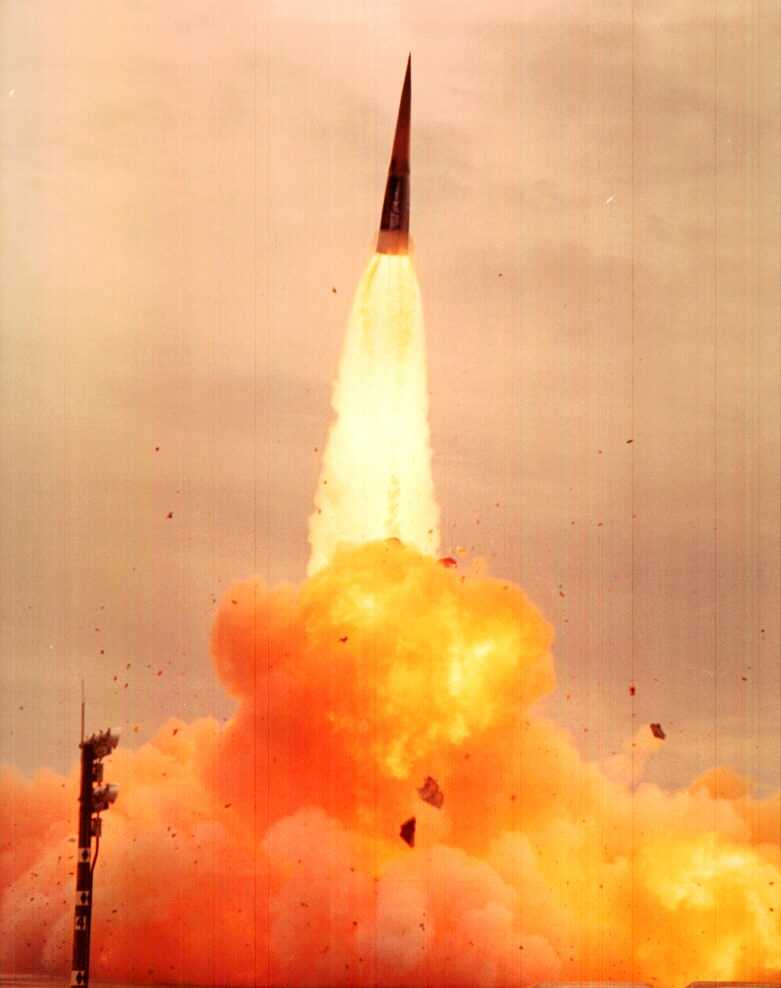
Sprint-Rakete beim Start von der Kwajalein Missile Range, 28. Oktober 1970

Die Sprint-Rakete ist eine zweistufige Rakete mit Feststofftriebwerk. Sie ist etwa 8,20 m hoch, durchgängig kegelförmig aufgebaut und wiegt rund 3400 kg. Die erste Stufe verfügt über ein Hercules-X-265-Triebwerk, das bei einer Brenndauer von 1,2 s maximal 2900 kN Schub erzeugt. Die zweite Stufe verwendet ein Hercules-X-271-Triebwerk. Die genaue Zusammensetzung der Treibstoffe ist unbekannt; bei der technisch verwandten HIBEX-Rakete (High Boost Experiment) wurde FDN-80, eine Mischung aus Ammoniumperchlorat, Aluminium, Ballistit und Zirkonium in einer sternförmigen Brennstoffgeometrie verwendet.
Die Sprint wurde aus einem Silo heraus gestartet und vor der Zündung des Triebwerks bereits von einem Gasgenerator aufwärts getrieben; das Triebwerk selber wurde erst außerhalb des Silos gezündet. Die enorme Schubkraft erlaubte innerhalb weniger Sekunden eine Beschleunigung auf die Höchstgeschwindigkeit von Mach 10. Dabei erfuhr die Rakete eine Beschleunigung von bis zu 100 g. Die vorgesehene Abfanghöhe betrug ca. 1,5 bis 30 km und die horizontale Reichweite wurde mit ca. 47 km angesetzt; die maximale Flugzeit für beides betrug weniger als 15 Sekunden.
Die Endgeschwindigkeit von Mach 10 machte eine entsprechende Hitzebeschichtung der Raketenspitze nötig. Entsprechend konnten auch keine eigenen Detektoren in der Rakete untergebracht werden, sodass die Lenkung ins Ziel stattdessen per Fernsteuerung mit Hilfe des MSR erfolgte.
In der Sprint-Rakete wurde ein nuklearer Sprengkopf vom Typ W66 verwendet, der eine Sprengkraft von ca. 1 kT erreichte und die anvisierten Wiedereintrittskörper entweder durch die Druckwelle zerstören oder aber das spaltbare Material in den Sprengköpfen durch den erzeugten Neutronenfluss rapide aufheizen und zum Schmelzen bringen sollte.

## Geschichte

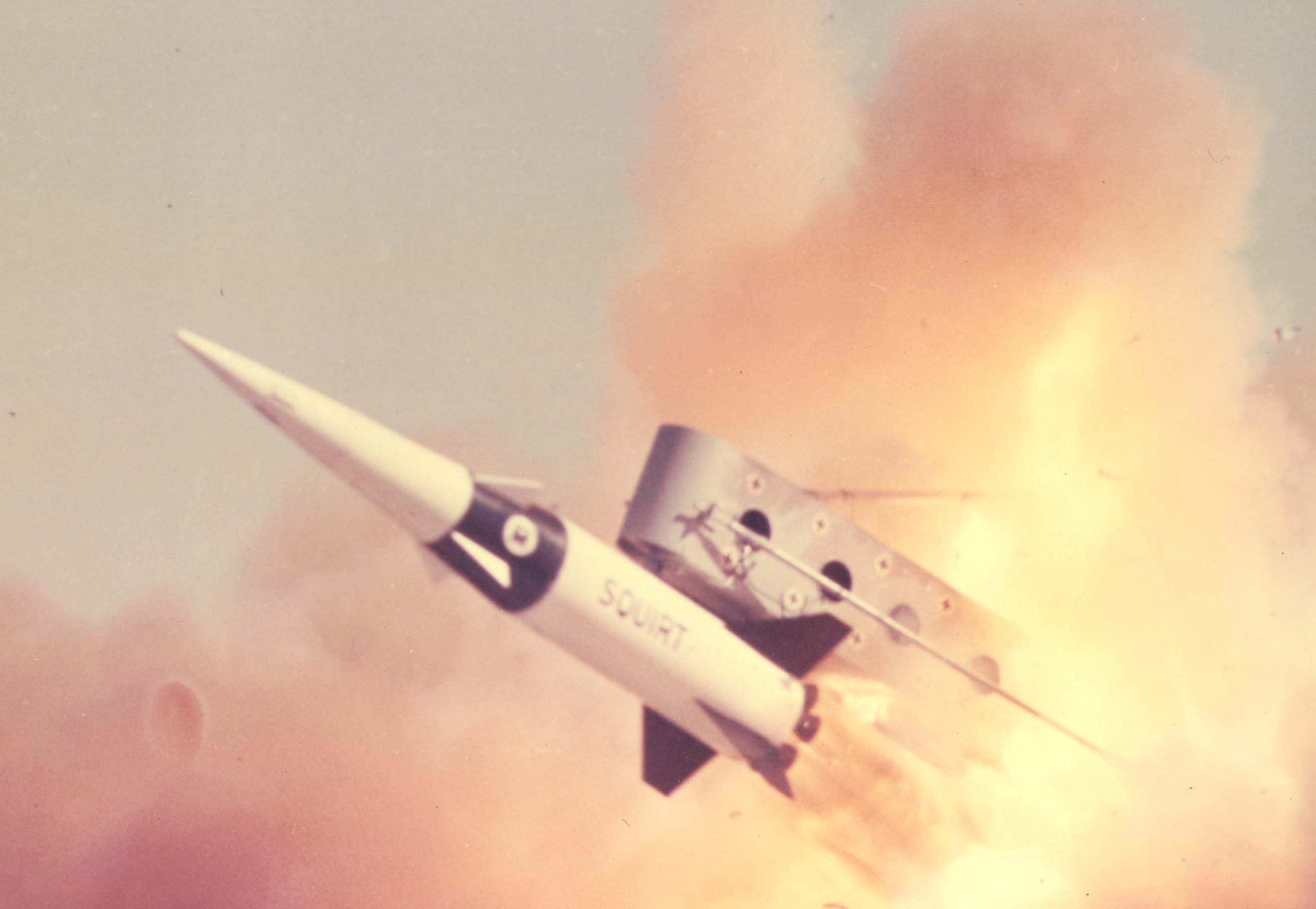
Squirt-Rakete in der Erprobung

Die Entwicklung der Sprint ergab sich aus Implikationen des Spartan-Programms. Mit dem Aufkommen von Attrappen und Radarstörkörpern, die in neueren ICBMs mitgeführt werden konnten, bestand eine gewisse Chance für den tatsächlichen Sprengkopf, dem Abwehrversuch mit der Spartan zu entkommen. Üblicherweise ließen sich dabei Attrappen und Wiedereintrittskörper per PAR erst beim Wiedereintritt in die Erdatmosphäre voneinander unterscheiden, bei dem die leichteren Attrappen aufgrund ihrer geringeren Massenträgheit durch die Reibung stärker abgebremst wurden als die eigentlichen Sprengköpfe. Dies verkürzte die für eine erfolgreiche Abwehr zur Verfügung stehende Zeitspanne drastisch, sodass mit der Spartan nunmehr eine Abwehr in der oberen Atmosphäre realistisch erschien.
Sollte auch hier die Spartan versagen, so war eine Abwehr auf kürzeren Strecken erforderlich. Die Sprint-Rakete sollte diese Lücke schließen, sodass Martin Marietta 1963 mit der Entwicklung der Rakete beauftragt wurde. Der Entwicklung vorweg ging ein von Douglas entwickelter Erprobungsträger namens Squirt im Jahr 1964. Die Erprobung von Sprint selber begann dann im November 1965 mit Starts von der White Sands Missile Range aus, wo allerdings noch kein MSR zur Lenkung zur Verfügung stand. Ab 1970 erfolgten auch Tests auf der Kwajalein Missile Range unter Einsatz des MSR, die direkt dem Safeguard-Programm zugeordnet waren.
Die Erprobung wurde 1975 nach insgesamt 52 Starts mit der Indienststellung der ersten Safeguard-Stellung, dem Stanley R. Mickelsen Safeguard Complex bei Grand Forks (North Dakota) abgeschlossen. Auf diesem Stützpunkt waren 16 Sprint-Raketen stationiert. Die Außerdienststellung erfolgte allerdings noch im selben Jahr, und 1976 wurde die Stellung bereits komplett demontiert. Insgesamt wurden 70 einsatzreife Sprint-Raketen produziert.
Die Erfahrungen mit der Sprint flossen später im Rahmen des SDI-Programms in die Entwicklung des High Endoatmospheric Defense Interceptor (HEDI) von McDonnell Douglas ein, der anders als die Sprint nicht nuklear bestückt werden sollte, sondern als Hit-to-kill-Projektil mit dem anvisierten Ziel kollidieren sollte. Wie auch das SDI-Programm wurde HEDI letztlich nicht fertiggestellt, allerdings wurden 1990 bis 1992 drei Erprobungsflugkörper gestartet.